# غاور (دائرة انتخابية في المملكة المتحدة)
غاور (بالإنجليزية: Gower)‏ هي إحدى الدوائر الانتخابية في المملكة المتحدة الممثلة في مجلس العموم في برلمان المملكة المتحدة.
عضو البرلمان الذي يمثلها حالياً هو :Mr Martin Caton (Lab).